# Assenteismo
L'assenteismo è un fenomeno psico-sociologico che si ha quando un lavoratore manca dal luogo di lavoro per un tempo più o meno prolungato per propria volontà o per cause non giustificate.

## Cause di assenteismo
La principale causa di assenteismo è la malattia. Questa però va distinta tra malattia effettiva e malattia, invece, non reale. Nel primo caso essa può essere provocata, in maniera più o meno diretta, dall'azienda attraverso il non rispetto delle norme sulla sicurezza sul lavoro, oppure essere dovuta a fattori esterni al luogo di lavoro e legati alla vita personale del lavoratore.
Nel caso in cui la malattia sia di fatto non reale, essa rappresenta una scusa che maschera altri disagi provati dal lavoratore o che nasconde problemi connessi alle sue mansioni. I motivi per cui un dipendente si assenta dal lavoro senza che vi sia un effettivo malessere fisico che impedisce la presenza sul luogo di lavoro e la prestazione richiesta dal contratto sono:
- Un cattivo clima lavorativo con i colleghi, con i capi o con entrambi. Questo può essere dovuto ai comportamenti tenuti, alla comunicazione non buona o assente, alla non adeguata chiarezza informativa.
- Un'organizzazione del lavoro che causa un sovraccarico del lavoro per il dipendente provocandogli stress, problemi di salute, scarsa soddisfazione personale e lenendo la sua motivazione verso la mansione e verso l'azienda stessa.
- Un senso di precarietà che l'azienda trasmette più o meno consapevolmente al lavoratore, portandolo a perdere motivazione e facendolo sentire insicuro anche riguardo alle proprie capacità.
- Un'assenza di feedback da parte dei superiori, una retribuzione inadeguata o bassa e una scarsa possibilità di far carriera, possono portare il dipendente a perdere fiducia nell'azienda, a non impegnarsi nel lavoro e a perdere autostima.

I motivi sopra enumerati sono validi anche per quei casi di assenteismo che si manifestano come mancanza di puntualità o assenze brevi non giustificate.
Non si considera invece assenteismo la non presenza legata ad agitazioni di carattere sindacale quali scioperi (che normalmente non vengono retribuiti) e assemblee autorizzate.
L'assenteismo è un fenomeno sociologico direttamente collegato al comportamento sia dei singoli che delle imprese e alle condizioni di lavoro complessive. Infatti, condizioni e ambienti di lavoro soddisfacenti e motivanti si sono dimostrati fattori essenziali nel ridurre l'assenteismo, mentre condizioni opposte, unite alla disaffezione o alla scarsità di controlli da parte dell'azienda, favoriscono al contrario il fenomeno.

## Fattori psicosociali dell'assenteismo
L'assenteismo è il risultato di una serie di conflitti psicosociali legati a un deterioramento significativo delle relazioni tra lavoratore e impresa. Alcune analisi hanno individuato tre fattori chiave, tutti in qualche modo collegati alla motivazione personale:
- possibilità di formazione e di mobilità interna: dove l'impresa cura la formazione del dipendente o favorisce il cambio di mansioni, l'assenteismo tende a diminuire. Gli aspetti formativi infatti, favorendo la crescita professionale, e la possibilità di cambiare attività all'interno della stessa impresa creano un fattore di stimolo e riducono o contrastano l'insorgere di sensazioni di monotonia e ripetitività che nel medio-lungo termine creano disaffezione e disinteresse;
- andamento dell'azienda: in condizioni di crisi o difficoltà, soprattutto se il posto di lavoro appare a rischio, l'assenteismo tende a diminuire in conseguenza del tentativo di evitare la disoccupazione;
- fattori economici interni: l'assenteismo tende ad aumentare quando il lavoratore si trova in una situazione percepita come ampiamente sotto-pagata con conseguente calo delle motivazioni.

A questi si aggiungono la maggiore o minore capacità dell'azienda nel controllare o nel contrastare il fenomeno tramite regolamenti e controlli: minori o meno efficaci sono le contromisure intraprese, maggiore è il rischio dell'assenteismo.

## Misurare l'assenteismo
Esistono diversi modi e metodi di misurare l'assenteismo; questi metodi e tecniche non sono omogenei e il risultato può essere qualcosa di diverso, a seconda del metodo utilizzato o dei dati selezionati. Questo è una sfida enorme per qualsiasi persona che studi il soggetto.

### Indicatori tradizionali
Questi tre indicatori mostrano il profilo del problema, la sua origine, la sua portata e le caratteristiche del vero problema. In altre parole, risponde alla domanda "Che cos'è?".
- Indice di frequenza [2]: questo indicatore mostra le assenze medie di un dipendente; è l'indicatore più tradizionale e generale.

```
  Indice di frequenza = numero casi di assenza/organico medio 
```

- Indice di durata [3]: questo indicatore misura il periodo di assenza per ciascuno dei casi. (Per visualizzare i dati graficamente)

```
 Indice di durata media = numero giornate di assenza/numero casi di assenza
```

- Indice di gravità[3]: stabilisce il rapporto tra il numero di assenze e una giornata di lavoro normale

```
  Indice di gravità = giornate-assenza per uomo/giornate lavorabili 
```

### Tasso medio
Il tasso medio è il rapporto tra il numero di ore perdute e il numero di ore di lavoro per un determinato periodo (mese, bimestrale, trimestrale) 
Tasso medio = (ore di assenteismo/ore di lavoro) × 100
Questo semplice concetto produce tre indici:
- Indice di assenteismo legale[4]: è il rapporto tra le assenze dei dipendenti che sono coperti per la legge di lavoro come incidenti, malattie, ore di maternità. Per un periodo di lavoro specifico (mese, bimestrale, trimestrale)

```
 Indice di assenteismo legale=[(incidente + malattie + ore di maternita)/Ore di lavoro] × 100
```

- Indice di assenteismo personale[4]: è il rapporto tra le assenze del dipendente che non sono coperte dalla legge, per esempio assenze non autorizzate. Per un periodo determinato (mese, bimestrale, trimestrale)

```
Indice di assenteismo personale = [(assenze non autorizzate + controversia di lavoro)/ore lavoro] × 100
```

- Valutazione di permanenza[4]: visualizza la presenza del lavoratore in relazione a tutte le ore di lavoro. Per un periodo determinato (mese, bimestrale, trimestrale)

```
 Valutazione di permanenza = 100 -[(indice di assenteismo legale) + (indice di assenteismo personale)]
```

## Valutazione della produttività e assenteismo
Il vero problema dell'assenteismo è la diminuzione della produttività che colpisce direttamente i ricavi dell'azienda e i costi. Questo problema è più evidente nelle aziende produttrici. Questo metodo si basa sul rapporto tra assenze e ore effettive di produttività.
- Tasso di assenteismo (ore)[2] =

```
(Ore di assenza / Ore lavorabili) × 100
```

- Tasso di assenteismo (giornate)[2] =

```
 (Giornate di assenza/Giornate lavorabili) × 100
```

- Tasso di assenteismo (assenze)[2] =

```
(Numero assenti/Organico medio) × 100
```

## Le azioni di contrasto
Il metodo più tradizionale per contrastare l'assenteismo consiste in un'attività di controllo e nell'applicazione, ove necessaria, di provvedimenti normativi e disciplinari. Il controllo viene effettuato perlopiù tramite visite quando il lavoratore è in assente per malattia, ma oggigiorno vi sono anche software gestionali di supporto; sono inoltre consentite indagini investigative, da parte del datore di lavoro, per verificare che l'assenza sia effettivamente reale e che non sia un modo per nascondere un'altra attività lavorativa.
Nel nord Europa le aziende si occupano anche del reintegro nell'attività lavorativa al ritorno dalla malattia.
Azioni importanti, volute anche dalle direttive dell'Unione europea su salute e sicurezza sul posto di lavoro, sono volte anche a prevenire questo fenomeno. Si consiglia, infatti, di:
- Sensibilizzare le aziende e i loro dipendenti riguardo alla problematica dell'assenteismo e alle dinamiche ad essa collegate.
- Aprire canali di dialogo interni all'azienda dedicati al problema e migliorare la comunicazione con i dipendenti.
- Organizzare il lavoro in maniera funzionale, evitando sovraccarichi di lavoro e tenendo presente l'analisi dei bisogno propria dei dipendenti.
- Incentivare i lavoratori nelle loro mansioni e mantenere comunque un clima positivo che favorisca la motivazione; realizzare, eventualmente, corsi di formazione su motivazione, autostima e valorizzazione personale.

## La normativa sull'assenteismo
Come primo punto, il diritto allo sciopero e la partecipazione alle assemblee autorizzate non possono essere considerate cause di assenteismo, infatti in Italia vengono considerati come diritti inviolabili del lavoratore. In secondo luogo, l'assenteismo non viene riconosciuto come motivo (o giusta causa) di licenziamento; se, invece, viene considerato come abuso o come un mancato motivo giustificabile per la mancata presenza il datore di lavoro può licenziare. Infatti l'"assenteismo tattico" può creare disagio sia nell'organizzazione che agli altri lavoratori.
In generale, in Italia la legislazione sull'assenteismo si basa sulle direttive dell'Unione europea che decreta che nel nostro Paese sia necessario il certificato medico al rientro al lavoro e il periodo massimo di assenza è di 52 settimane, come nella maggior parte dei Paesi.
Poi il lavoratore in malattia non è indennizzato per i primi tre giorni di assenza e, come in molti Stati, compresa l'Italia, tramite gli accordi collettivi o i contratti di lavoro, si possono invece attestare la retribuzione completa o integrativa, pagata del datore di lavoro.
In Italia nel D. Lgs. n. 78/2009 vengono aumentate le fasce orarie in cui il lavoratore assente deve essere reperibile: si passa così da 4 a 11 ore in cui è obbligatorio il certificato medico dopo due fatti consecutivi dell'assenza nello stesso anno solare o un'assenza che superiori i 10 giorni.
Si controlla la modalità di calcolo per indennità di amministrazione.